# 27984 Herminefranz
27984 Herminefranz este un asteroid din centura principală de asteroizi.

## Descriere
27984 Herminefranz este un asteroid din centura principală de asteroizi. A fost descoperit pe 1 noiembrie 1997 la Observatorul Starkenburg din Heppenheim. Asteroidul prezintă o orbită caracterizată de o semiaxă mare de 2,74 ua, o excentricitate de 0,20 și o înclinație de 3,9° în raport cu ecliptica.